# Ronald Francis
Vous lisez un « article de qualité » labellisé en 2008.
Pour les articles homonymes, voir Francis.
Temple de la renommée : 2007
Ronald Michael Francis Junior, dit Ron Francis, (né le 1er mars 1963 à Sault Ste. Marie ville de la province de l’Ontario au Canada) est un joueur professionnel de hockey sur glace de la Ligue nationale de hockey. Il remporte au cours de sa carrière la coupe Stanley à deux reprises avec les Penguins de Pittsburgh en 1990-1991 et 1991-1992. Connu également pour son état d’esprit, il remporte à trois reprises le trophée Lady Byng et voit son maillot frappé du numéro 10 retiré par les Hurricanes de la Caroline en janvier 2006. Il est admis au Temple de la renommée du hockey en 2007. Depuis début décembre 2008, il fait partie de l'organisation des Hurricanes dont il est nommé directeur général le 28 avril 2014.

## Biographie

### Ses débuts
Francis fait ses débuts au hockey à l'âge de trois ans et, comme pour de nombreux Canadiens, son quotidien est marqué par le hockey sur glace. Grandement encouragé et accompagné par son père, il commence à comprendre l'importance égale de marquer un but et d'empêcher l'adversaire d'en inscrire. Il rêve alors de la Ligue nationale de hockey et de la coupe Stanley.
Après avoir joué une saison avec le Legion de Sault-Sainte-Marie en 1979-1980, Ron Francis commence sa carrière junior en jouant pour les Greyhounds toujours dans sa ville natale dans la Ligue de hockey de l'Ontario en 1980-1981. En tant que recrue de l'équipe, il inscrit soixante-neuf points en soixante-quatre matchs, soit une moyenne supérieure à un point par match. À la fin de la saison régulière, les Greyhounds comptent le plus haut total de points avec quatre-vingt-seize et sont donc qualifiés pour les séries éliminatoires ; ils parviennent à la finale de la Coupe J.-Ross-Robertson mais perdent neuf points à trois contre les Rangers de Kitchener.
Il participe au cours de l'été 1981 au repêchage d'entrée dans la Ligue nationale de hockey. En 1981, les Whalers de Hartford en sont à leur troisième saison dans la LNH, après avoir débuté en 1972-1973 dans l'Association mondiale de hockey. Les Whalers souhaitent repêcher Bobby Carpenter, joueur qui évolue encore dans le championnat High School mais les Capitals de Washington le choisissant en tant que troisième choix ; les Whalers se rabattent sur un joueur plus discret, Ron Francis, afin d'essayer de combler le départ à la retraite de Gordie Howe,.
Au lieu de rejoindre les rangs de la LNH, il commence la saison suivante dans la LHO ; après vingt-cinq rencontres dans la LHO, il est appelé à faire ses débuts dans la LNH avec les Whalers de Hartford. Il est par la suite intronisé au sein du temple interne de l'équipe des Greyhounds comme membre d'honneur puis son numéro, le 10, est « retiré » par son équipe junior.

### Avec les Whalers

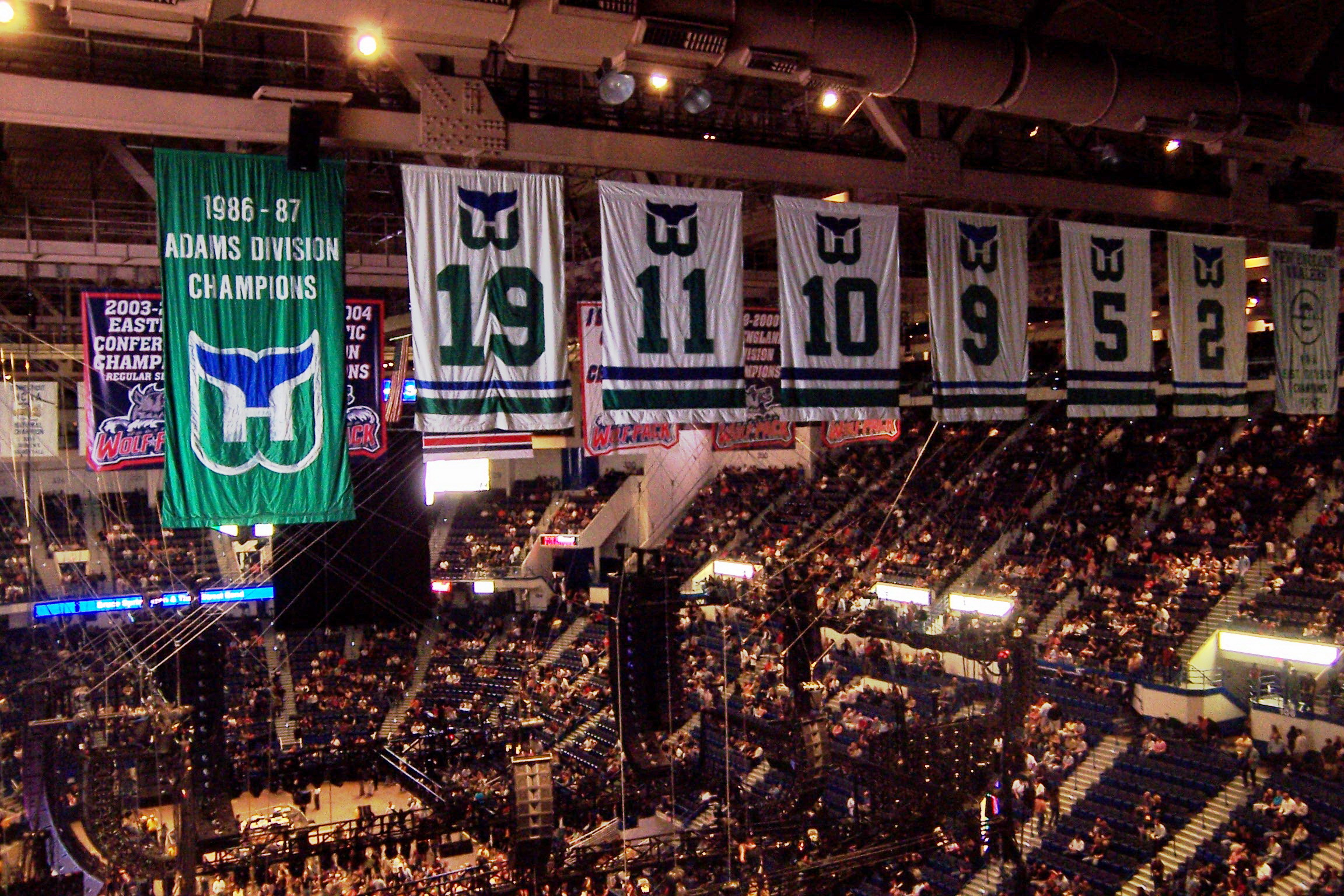
Les bannières accrochées au plafond de l'Hartford Civic Center.

Francis est donc ainsi appelé pour jouer dans la LNH le 30 novembre 1981 alors qu'il est le meilleur pointeur de la LHO ; malgré son bon total de points, soixante-huit points en cinquante-six rencontres, les Whalers sont éliminés de la course aux séries de la Coupe Stanley. Il est le meilleur pointeur des Whalers lors de la saison 1982-1983 mais l'équipe manque une troisième année de suite les séries. Au cours de la saison, en février 1983, il participe au 35e Match des étoiles de la LNH. Le 21 décembre 1983, les Whalers remportent leur centième victoire dans la LNH depuis leur début, 6-3 contre les Sabres de Buffalo, avec le but vainqueur inscrit par Francis. Le 12 février 1984, Francis inscrit quatre buts lors d'une victoire 11-0 contre les Oilers d'Edmonton mais à la fin de la saison, les Whalers manquent une nouvelle fois les séries éliminatoires.
En février 1985, après avoir participé pour la deuxième fois au Match des étoiles de la LNH et inscrit un but, il est nommé capitaine de l'équipe Meilleur pointeur de son équipe à la fin de la saison, il ne parvient pas à l'aider à se qualifier pour les séries. Après la fin de la saison, Ron Francis est sélectionné pour jouer avec l'équipe du Canada ; il participe ainsi au championnat du monde de 1985 qui se joue alors en Tchécoslovaquie à Prague. L'équipe finit à la deuxième place du classement général derrière les joueurs locaux. Il remporte alors son unique médaille d'argent. Francis joue au total les dix matchs de son pays pour deux buts, cinq passes et deux minutes de pénalités.
En 1985-1986, il est le troisième pointeur de la formation, deux points derrière Sylvain Turgeon et à égalité avec Ray Ferraro mais jouant moins de matchs que ses deux coéquipiers. En effet, le 18 janvier, il se casse la cheville et doit manquer dix-sept rencontres, dont le 38e Match des étoiles de la LNH qui se joue à Harford et pour lequel il est sélectionné. Pour la première fois depuis son entrée dans la LNH, Francis participe aux séries éliminatoires ; après avoir passé les Nordiques de Québec en trois matchs lors du premier tour, les Whalers chutent au deuxième tour contre les Canadiens de Montréal et en sept matchs. L'équipe parvient une nouvelle fois à se qualifier pour les séries 1987 en finissant à la première place de la division. Mais les espoirs des Whalers s'arrêtent tôt, l'équipe perdant cette fois au premier tour des séries 2-4 contre Québec.
Au total dans sa carrière, Francis partage pendant douze ans la chambre de Ulf Samuelsson ; après les matchs, ils ont l'habitude de parler de leur rêve de remporter une coupe Stanley. Malgré tout, au cours des saisons qui suivent, ils ne parviennent pas à concrétiser leur rêve puisque le scénario est le même, l'équipe se qualifie pour les séries éliminatoires mais est éliminée dès le premier tour des séries : par les Canadiens en 1987-1988 et 1988-1989 puis par les Bruins de Boston en 1989-1990. Au cours de toutes ses saisons, Francis est présent lors de dates importantes de l'équipe : il inscrit le but vainqueur pour la 150e victoire des siens le 19 octobre 1985, puis celui pour la 300e victoire le 25 mars 1989 contre les Blues de Saint-Louis. Au total, il reste dix ans au sein de la franchise, dont il est le capitaine pendant plus de cinq saisons. Il quitte la franchise à la suite d'un différend avec les dirigeants : Eddie Johnston, le directeur général des Whalers, et Rick Ley, entraîneur pour la saison 1990-1991, le tiennent responsable de la mauvaise passe de l'équipe. Ley décide de retirer le titre de capitaine à Ron Francis ; après lui avoir annoncé la nouvelle en tête à tête dans son bureau, il lui demande de ne pas divulguer les raisons aux autres joueurs. Finalement, les rumeurs commençant à circuler, Francis décide d'expliquer les réelles motivations de sa direction.
L'histoire entre les Whalers et Francis prend fin le 4 mars 1991 au cours d'un échange impliquant Grant Jennings, Ulf Samuelsson et Francis contre John Cullen, Jeff Parker et Zarley Zalapski, tous les trois joueurs des Penguins de Pittsburgh,.

### Avec les Penguins

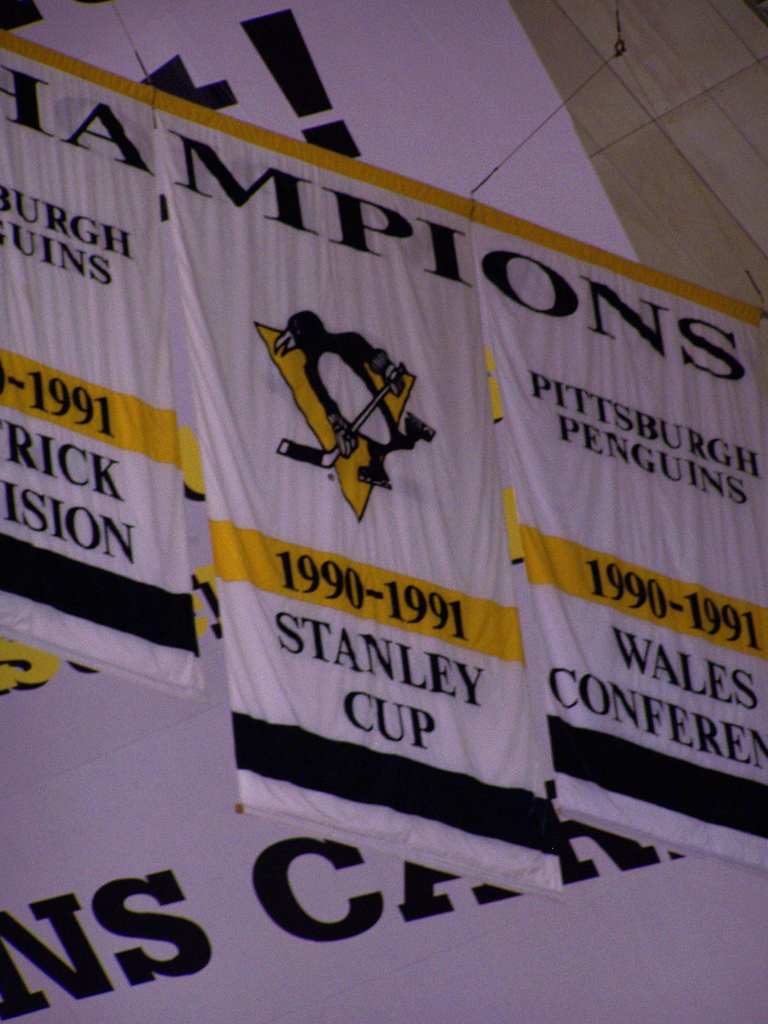
Les bannières accrochées dans le Mellon Arena et commémorant les titres de 1991.

#### La première coupe Stanley
Francis rejoint l'équipe des Penguins qui compte déjà dans ses rangs des joueurs offensifs de centre comme Mario Lemieux, Kevin Stevens ou encore Jaromír Jágr. L'équipe  s'appuie sur une défense dirigée par Paul Coffey et Phil Bourque mais également par Tom Barrasso qui remporte vingt-sept des quarante-huit matchs qu'il joue, un record pour l'équipe des Penguins depuis sa création. L'impact de Francis et de Samuelsson est immédiat puisque les Penguins qui venaient d'enchaîner cinq défaites, remportent les quatre rencontres suivantes ; ils finissent la saison avec neuf victoires et deux matchs nuls sur quatorze rencontres disputées. Les Penguins terminent au premier rang de leur division, la division Patrick, mais ils finissent tout de même à douze points des Bruins de Boston — champions de la association Prince de Galles — et à dix-huit points des Blackhawks de Chicago — champions sur la saison régulière avec cent-six points. Au cours des séries, les Penguins écartent les Devils du New Jersey en sept matchs puis les Capitals de Washington 4 matchs à 2 et enfin les Bruins de Boston avant de rencontrer les North Stars du Minnesota en finale de la Coupe Stanley.
Lors du sixième et dernier match de la série, les Penguins remportent la victoire sur le score de 8 buts à 0. Au cours de la dernière pause du match, Bob Johnson, l'entraîneur de l'équipe, fait alors un discours pour essayer de faire descendre la tension du match, le score étant déjà de 6 à 0 pour les Penguins. Pour une des premières fois de sa carrière, ses joueurs l'entendent alors jurer en leur demandant de ne pas gâcher leur opportunité de devenir « champion du monde »,. Finalement, les Penguins soulèvent leur première coupe Stanley en inscrivant deux buts de plus et terminent par un blanchissage de Barrasso. L'équipe parvient à remporter la coupe tout en perdant à chaque fois le premier match des séries. Le score de 8–0 du dernier match de la finale est le score le plus élevé pour un match de la finale depuis le 23–2 infligé par les Silver Seven d'Ottawa aux Nuggets de Dawson City lors de la finale de 1905.

#### La deuxième coupe Stanley
Champions en titre, les Penguins commencent la nouvelle saison en tant que favoris même s'ils perdent leur entraîneur, Johnson qui meurt le 26 novembre 1991 et Scotty Bowman prend sa place derrière le banc de l'équipe. Francis manque le début de la saison de l'équipe n'arrivant pas à s'entendre avec les dirigeants de la franchise sur son contrat ; finalement, ce dernier est signé fin octobre et représente un salaire de 4,1 millions de dollars sur cinq saisons. Il termine sa saison avec cinquante-quatre points en soixante-dix rencontres.
Les Penguins terminent troisièmes de leur division derrière les Rangers de New York et les Capitals mais se qualifient tout de même pour les séries. Ils battent au premier tour les Capitals avant de jouer au tour suivant contre les Rangers. Lors du troisième match les Penguins perdent leur capitaine et meneur Mario Lemieux sur un coup de crosse d'Adam Graves. Francis, épaulé par Jágr et Kevin Stevens, est le héros du quatrième match en réalisant un tour du chapeau dont un but depuis la ligne bleue et son troisième en prolongation. Après avoir éliminé les Rangers puis les Bruins de Boston, les Penguins remportent leur deuxième coupe Stanley en battant en finale les Blackhawks de Chicago en quatre matchs nets. Avec dix-neuf passes décisives, Ron Francis est le meilleur Penguins dans cet exercice.

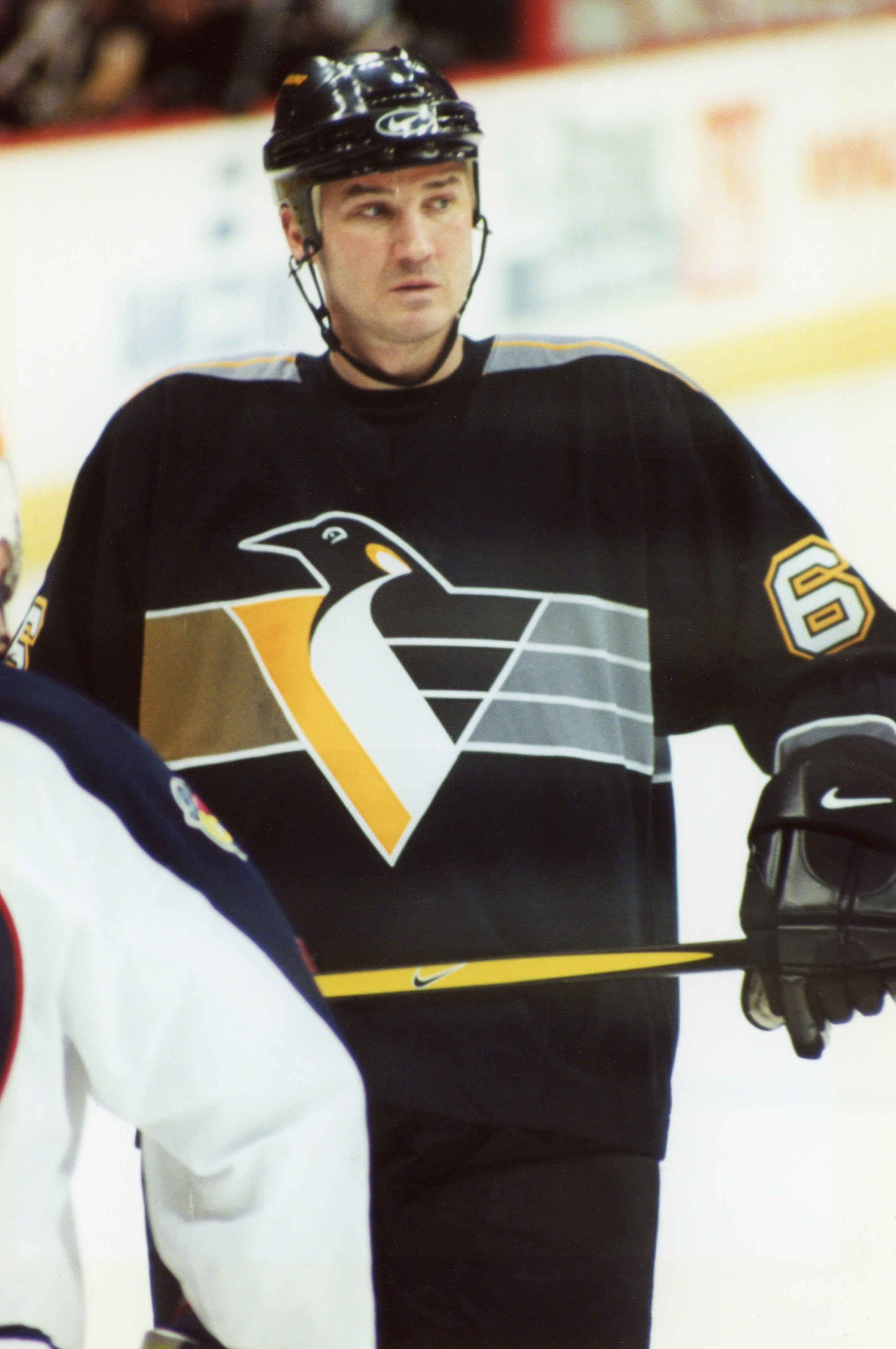
Mario Lemieux, capitaine des Penguins et de Francis pendant des années.

Lors de la saison suivante, les Penguins partent favoris pour prendre leur propre succession en finissant à la première place de la division, de la conférence et même de la LNH. Lemieux, Kevin Stevens, Rick Tocchet et Francis finissent tous les quatre avec au moins cent points inscrits et l'équipe se permet même le luxe de remporter dix-sept matchs consécutifs au cours de la saison régulière. Malheureusement pour eux, cette performance laisse des traces sur leurs organismes et finalement ils perdent au deuxième tour des séries contre les Islanders de New York, équipe qui a fini la saison trente-deux points derrière les Penguins lors de la saison régulière. Les Islanders prennent le dessus en sept matchs en inscrivant un dernier but lors de la prolongation du septième match par l'intermédiaire de David Volek.
Au cours de la saison 1993-1994, Lemieux est limité à une vingtaine de rencontres et l'équipe est alors guidée offensivement par Jágr et Francis ; le 28 octobre, ce dernier inscrit le millième point de sa carrière contre les Nordiques de Québec. L'équipe termine à la première place de la division mais perd dès le premier tour contre les Capitals.
La saison 1994-1995 est écourtée par un lock-out et seulement quarante-huit matchs sont joués. Ron Francis est nommé capitaine de l'équipe, en l'absence de Lemieux qui préfère prendre une année sabbatique. Au cours de cette saison, il finit avec un ratio de +30 et il remporte alors le trophée Plus Alka-Seltzer. Il remporte également le trophée Frank-J.-Selke récompensant le travail défensif d'un attaquant et le trophée Lady Byng pour son comportement exemplaire sur la glace.  L'équipe gagne son premier tour des séries contre les Capitals mais chute contre les futurs vainqueurs de la coupe Stanley, les Devils du New Jersey.
Francis connaît sa meilleure saison personnelle en 1995-1996, en atteignant cent-dix-neuf points et dont quatre-vingt-douze passes décisives ; il décroche ainsi son plus haut total personnel de points et son total de passes égale celui de Lemieux. À l'issue de la saison, les joueurs de Pittsburgh briguent toutes les premières places du classement des pointeurs : Lemieux est premier avec cent-soixante-et-un points (meilleur buteur, passeur et pointeur), Jágr deuxième avec cent-quarante-neuf points et Ron Francis en quatrième position, juste un point derrière Joe Sakic de l'Avalanche du Colorado. Premiers de la division Nord-Est, les Penguins perdent en finale de conférence contre les Panthers de la Floride en sept matchs.
En 1996-1997, Francis finit à la neuvième place du classement des pointeurs de la saison et le 29 mars, il inscrit son 400e but en carrière contre les Kings de Los Angeles. Encore une fois, les Penguins perdent rapidement en série, 4 matchs à 1 contre les Flyers de Philadelphie lors du premier tour. Mario Lemieux, de plus en plus fatigué par le jeu décide de mettre fin à sa carrière après la série contre les Flyers. Pour sa dernière saison dans la LNH avec les Penguins, Francis endosse de nouveau le rôle de capitaine de l'équipe, réalise sa millième passe décisive contre les Flyers en mars et remporte le deuxième trophée Lady Byng de sa carrière. Malgré ses performances, les Penguins perdent une nouvelle fois au premier tour des séries, 4-2 contre les Canadiens de Montréal et les dirigeants pensent que Francis, âgé de 35 ans, commence à perdre de son talent et ils préfèrent ne pas prolonger son contrat. Il se retrouve donc dans une position où il peut faire un choix et après sept saisons avec les Penguins, il prend la direction des Hurricanes de la Caroline, qui est en réalité la même franchise que sa première franchise professionnelle : les Whalers de Hartford qui ont déménagé et changé de nom en 1997.

### Avec les Hurricanes

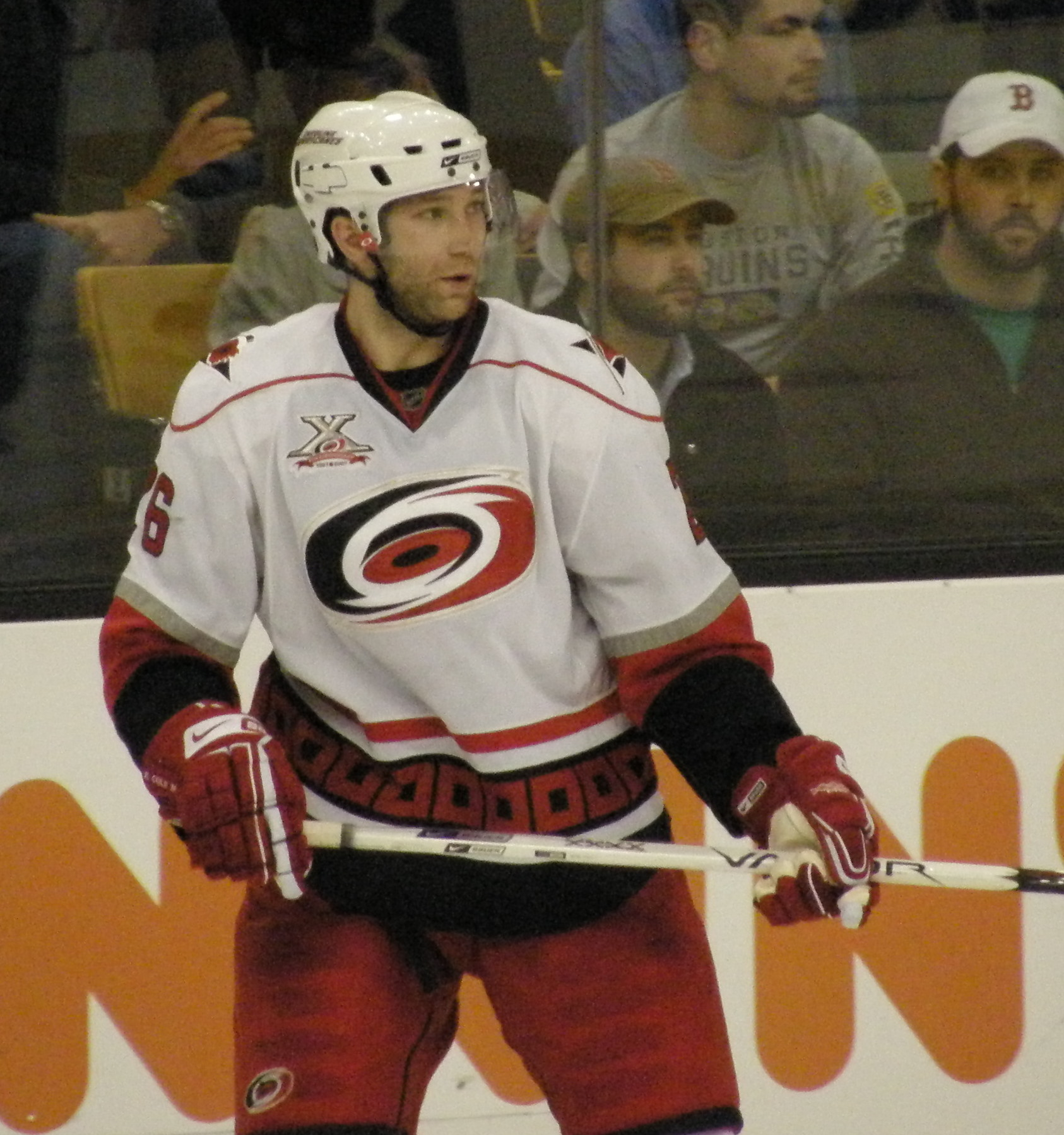
Erik Cole coéquipier de Francis pour sa dernière saison dans la LNH.

Ron Francis signe un contrat avec les Hurricanes le 13 juillet 1998. Il choisit alors les Hurricanes car parmi les trois équipes lui proposant de les rejoindre, elle est celle qui lui offre le meilleur contrat. Finalement avant que l'accord soit finalisé entre le joueur et la franchise, une autre franchise viendra s'aligner sur l'offre des Hurricanes mais Francis, s'étant déjà renseigné sur la ville de Raleigh et de son environnement, préfère choisir le défi de s'installer dans une ville peu tournée historiquement vers le hockey. Le choix du cadre de vie pour sa femme et ses trois enfants rentre alors également en ligne de compte.
Il finit la saison 1998-1999 avec un total de 52 points en 82 matchs (quatrième pointeur de l'équipe). L'équipe est éliminée au premier tour des séries par les Bruins de Boston. Keith Primeau, alors capitaine, quitte l'équipe pour rejoindre les Flyers et le 1er octobre 1999, Ron Francis devient le troisième capitaine de l'équipe. Il est alors assisté de Gary Roberts et Glen Wesley. Le 5 novembre 1999, il devient le sixième joueur de l'histoire de la LNH à dépasser la barre des 1 500 points. Le 6 décembre 2000, il joue son 900e match de carrière avec les Hurricanes (y compris les matchs joués avec les Whalers) et marque ce soir-là en réalisant sa 1 100e passe décisive dans la LNH.
Meilleur compteur de l'équipe en 1999-2000, 2001-2002 et deuxième en 2000-2001, il conduit son équipe en finale de la Coupe Stanley en 2002 mais les Hurricanes sont éliminés par les Red Wings de Détroit sur le score de 4 matchs à 1. Francis reçoit tout de même cette année-là son troisième trophée Lady Byng ainsi que le trophée King-Clancy pour son implication aussi bien sur la glace qu'en dehors des patinoires,.
Francis termine sa carrière en réalisant un bref passage au sein des Maple Leafs de Toronto. Il est échangé au début du mois de mars 2004 par les Hurricanes sur un choix de sa part : alors âgé de 41 ans, il souhaite jouer une dernière fois les séries de la Coupe Stanley et les Hurricanes le laissent partir en retour d'un choix de quatrième ronde en 2005. Finalement Toronto perd au deuxième tour des séries contre les Flyers de Philadelphie. Il décide de ne pas jouer la saison 2004-2005, annulée pour la LNH, dans une autre ligue et finalement, le 14 septembre 2005, avant le début de la saison 2005-2006, il annonce qu'il préfère prendre sa retraite.

### Après carrière
Il décide de rejoindre la direction des Hurricanes en novembre 2006 en tant que directeur de la formation des joueurs. Son maillot portant le numéro 10 est retiré dans l’ancienne patinoire des Whalers (Hartford Civic Center) le 6 janvier 2006 et il est également retiré par les Hurricanes le 28 janvier 2006. Le 10 octobre 2007, Jim Rutherford, Chief executive officer des Hurricanes, annonce que Ron Francis devient le nouveau directeur général adjoint de la franchise tout en gardant son poste de responsable dans la formation des joueurs.
Le 12 novembre 2007, il est le premier joueur des Hurricanes à être admis au Temple de la renommée du hockey. Il fait alors partie de la même « promotion » que Scott Stevens, Al MacInnis, Mark Messier et de Jim Gregory.
En décembre 2008, la direction des Hurricanes décide de se séparer de Peter Laviolette pour remettre en place l'ancien entraîneur, Paul Maurice. Ron Francis prend alors le poste d'assistant entraîneur de l'équipe. Le 7 janvier 2013, il est annoncé que Ron Francis est admis au sein du Temple de la renommée des sports de la Caroline du Nord le 2 mai 2013 ; il est le premier joueur de hockey à recevoir cet honneur à l'occasion du cinquantième anniversaire du Temple.
Le 28 avril 2014, il est nommé directeur général des Hurricanes. Il est finalement congédié après quelques exercices, en mars 2018, mais retrouve de l'embauche en juillet 2019, alors qu'il est nommé premier directeur général de la future franchise de Seattle, prévue pour toucher la glace deux ans plus tard seulement, pour le début de la 2021-2022. Il a donc la mission de bâtir la future équipe, en essayant de faire aussi bien que George McPhee, qui avait eu la même tâche avec les Golden Knights de Vegas quelques saisons auparavant, une formation qui avait atteint la finale de la Coupe Stanley à sa première campagne dans la ligue.

## Vie privée
Il est le fils de Lorita et de Ronald Senior, ce dernier ayant dû prendre en charge financièrement très tôt ses deux sœurs et sa mère. Ron a un frère cadet de 21 mois atteint de déficience intellectuelle, Rick, ce dernier ayant participé aux jeux olympiques spéciaux et remporté plusieurs médailles.
Dès le début de sa carrière junior, Ron Francis commence à suivre le mouvement des Jeux olympiques spéciaux et lorsqu'il arrive à Pittsburgh, il met en place le programme nommé « Ron Francis Night Out program », programme de sortie permettant à des enfants de l'hôpital ainsi que leur famille d'aller voir les Penguins jouer des matchs à Pittsburgh. Amené en limousine dans la patinoire, l'ensemble de la famille est alors convié à manger dans la suite de Ron Francis, ce dernier venant passer du temps avec la famille à l'issue du match. Ron Francis a également mis en place ce programme à Raleigh à la suite de son transfert en 1998.
Marié à Mary Lou, ils vivent à Raleigh avec leurs trois enfants : Kaitlyn, née en 1991, Michael, né en 1993, et Connor, né en 1997.
Son cousin Mike Liut a également joué dans la LNH.

## Statistiques

### Statistiques en club
| Saison     | Équipe                           | Ligue      |       | Saison régulière | Saison régulière | Saison régulière | Saison régulière | Saison régulière |    | Séries éliminatoires | Séries éliminatoires | Séries éliminatoires | Séries éliminatoires | Séries éliminatoires |
| Saison     | Équipe                           | Ligue      | PJ    | B                | A                | Pts              | Pun              | PJ               | B  | A                    | Pts                  | Pun                  |                      |                      |
| 1979-1980  | Legion de Sault-Sainte-Marie     | NOHA       | 45    | 57               | 92               | 149              |                  |                  |    |                      |                      |                      |                      |                      |
| 1980-1981  | Greyhounds de Sault-Sainte-Marie | LHO        | 64    | 26               | 43               | 69               | 33               | 19               | 7  | 8                    | 15                   | 34                   |                      |                      |
| 1981-1982  | Greyhounds de Sault-Sainte-Marie | LHO        | 25    | 18               | 30               | 48               | 46               |                  |    |                      |                      |                      |                      |                      |
| 1981-1982  | Whalers de Hartford              | LNH        | 59    | 25               | 43               | 68               | 51               |                  |    |                      |                      |                      |                      |                      |
| 1982-1983  | Whalers de Hartford              | LNH        | 79    | 31               | 59               | 90               | 60               |                  |    |                      |                      |                      |                      |                      |
| 1983-1984  | Whalers de Hartford              | LNH        | 72    | 23               | 60               | 83               | 45               |                  |    |                      |                      |                      |                      |                      |
| 1984-1985  | Whalers de Hartford              | LNH        | 80    | 24               | 57               | 81               | 66               |                  |    |                      |                      |                      |                      |                      |
| 1985-1986  | Whalers de Hartford              | LNH        | 53    | 24               | 53               | 77               | 24               | 10               | 1  | 2                    | 3                    | 4                    |                      |                      |
| 1986-1987  | Whalers de Hartford              | LNH        | 75    | 30               | 63               | 93               | 45               | 6                | 2  | 2                    | 4                    | 6                    |                      |                      |
| 1987-1988  | Whalers de Hartford              | LNH        | 80    | 25               | 50               | 75               | 87               | 6                | 2  | 5                    | 7                    | 2                    |                      |                      |
| 1988-1989  | Whalers de Hartford              | LNH        | 69    | 29               | 48               | 77               | 36               | 4                | 0  | 2                    | 2                    | 0                    |                      |                      |
| 1989-1990  | Whalers de Hartford              | LNH        | 80    | 32               | 69               | 101              | 73               | 7                | 3  | 3                    | 6                    | 8                    |                      |                      |
| 1990-1991  | Whalers de Hartford              | LNH        | 67    | 21               | 55               | 76               | 51               |                  |    |                      |                      |                      |                      |                      |
| 1990-1991  | Penguins de Pittsburgh           | LNH        | 14    | 2                | 9                | 11               | 21               | 24               | 7  | 10                   | 17                   | 24                   |                      |                      |
| 1991-1992  | Penguins de Pittsburgh           | LNH        | 70    | 21               | 33               | 54               | 30               | 21               | 8  | 19                   | 27                   | 6                    |                      |                      |
| 1992-1993  | Penguins de Pittsburgh           | LNH        | 84    | 24               | 76               | 100              | 68               | 12               | 6  | 11                   | 17                   | 19                   |                      |                      |
| 1993-1994  | Penguins de Pittsburgh           | LNH        | 82    | 27               | 66               | 93               | 62               | 6                | 0  | 2                    | 2                    | 6                    |                      |                      |
| 1994-1995  | Penguins de Pittsburgh           | LNH        | 44    | 11               | 48               | 59               | 18               | 12               | 6  | 13                   | 19                   | 4                    |                      |                      |
| 1995-1996  | Penguins de Pittsburgh           | LNH        | 77    | 27               | 92               | 119              | 56               | 11               | 3  | 6                    | 9                    | 4                    |                      |                      |
| 1996-1997  | Penguins de Pittsburgh           | LNH        | 81    | 27               | 63               | 90               | 20               | 5                | 1  | 2                    | 3                    | 2                    |                      |                      |
| 1997-1998  | Penguins de Pittsburgh           | LNH        | 81    | 25               | 62               | 87               | 20               | 6                | 1  | 5                    | 6                    | 2                    |                      |                      |
| 1998-1999  | Hurricanes de la Caroline        | LNH        | 82    | 21               | 31               | 52               | 34               | 3                | 0  | 1                    | 1                    | 0                    |                      |                      |
| 1999-2000  | Hurricanes de la Caroline        | LNH        | 78    | 23               | 50               | 73               | 18               |                  |    |                      |                      |                      |                      |                      |
| 2000-2001  | Hurricanes de la Caroline        | LNH        | 82    | 15               | 50               | 65               | 32               | 3                | 0  | 0                    | 0                    | 0                    |                      |                      |
| 2001-2002  | Hurricanes de la Caroline        | LNH        | 80    | 27               | 50               | 77               | 18               | 23               | 6  | 10                   | 16                   | 6                    |                      |                      |
| 2002-2003  | Hurricanes de la Caroline        | LNH        | 82    | 22               | 35               | 57               | 30               |                  |    |                      |                      |                      |                      |                      |
| 2003-2004  | Hurricanes de la Caroline        | LNH        | 68    | 10               | 20               | 30               | 14               |                  |    |                      |                      |                      |                      |                      |
| 2003-2004  | Maple Leafs de Toronto           | LNH        | 12    | 3                | 7                | 10               | 0                | 12               | 0  | 4                    | 4                    | 2                    |                      |                      |
| Totaux LNH | Totaux LNH                       | Totaux LNH | 1 731 | 549              | 1 249            | 1 798            | 979              | 171              | 46 | 97                   | 143                  | 95                   |                      |                      |

### Statistiques en équipe nationale
| Année | Équipe           | Compétition          |    | PJ | B | A | Pts | Pun               |  | Résultat |
| 1985  | Équipe du Canada | Championnat du monde | 10 | 2  | 5 | 7 | 2   | Médaille d'argent |  |          |

## Trophées et honneurs personnels
Il met fin à sa carrière après vingt-trois saisons dans la LNH. Il figure parmi les joueurs avec plus de 500 buts dans la LNH et parmi ceux avec plus de 1 000 points. Deuxième meilleur passeur de l'histoire de la LNH derrière Wayne Gretzky, avec 1 249 aides, il a remporté de nombreux trophées et a été honoré aussi bien dans la LNH qu'au sein des franchises pour lesquelles il aura joué.

### Trophées d'équipe

#### Avec les Whalers et les Hurricanes
En 1985, il prend la suite de Mark Johnson en tant que capitaine et quitte le poste peu de temps avant son départ pour Pittsburgh, en raison de mauvaise entente avec la direction de l'équipe. Le jour de son transfert des Whalers pour rejoindre les Penguins, il est le meilleur pointeur, buteur, passeur de l'équipe ainsi que le joueur ayant le plus joué de matchs avec l'équipe, que ce soit dans la LNH mais également du temps où l'équipe évoluait dans l'Association mondiale de hockey. Il finit sa carrière avec en 714 matchs 264 buts, 557 passes pour un total de 821 points.
Il possède également un grand nombre de records avec les Whalers :
- le plus grand nombre de buts en supériorité numérique (83),
- le plus grand nombre de tours du chapeau (neuf),
- le plus grand nombre de saisons avec au minimum 20 buts (10 saisons qui furent en plus consécutives),
- le plus grand nombre de passes décisives sur une saison (soixante-neuf en 1989-90),
- le plus grand nombre de passes pour un joueur dans sa première année (43 en 1981-82),
- sur un match : le plus grand nombre de buts (4 buts en décembre 1984, record partagé avec Jordy Douglas), de passes (6 aides en mai 1987) et le plus grand nombre de points (6 points, performance réalisée une fois par Paul Lawless et deux fois par Francis).

Son maillot frappé du numéro 10 a été élevé dans les chevrons du Hartford Civic Center en janvier 2006.
Lors de sa deuxième saison avec les Hurricanes, il devient le capitaine de l'équipe et ne perdra le titre qu'à la suite de son départ pour sa dernière saison professionnelle avec les Maple Leafs en 2004.
Au début de la saison 2011-2012, Ron Francis est le joueur le plus utilisé de l'histoire de la franchise des Whalers-Hurricanes avec 1 186 apparitions ; il est également le meilleur buteur, passeur et pointeur de l'histoire de la franchise avec, 382 buts, 793 aides et 1 175 points. Il est à la deuxième place du nombre de trous de chapeau derrière Eric Staal avec neuf contre douze mais le devance au nombre de buts inscrits en supériorité numérique avec cent-trente-deux. Enfin, son record de soixante-neuf passes décisives sur une saison n'a pas été dépassé depuis l'arrivée de la franchise en Caroline.

#### Avec les Penguins
Il est le capitaine des Penguins au cours de la saison écourtée de la LNH de 1994-1995 alors que Mario Lemieux, capitaine habituel de la franchise, manque la saison sur blessure. À son retour au jeu, Lemieux reprend son poste de capitaine. Francis sera de nouveau capitaine de l'équipe en 1997-98 à la suite de l'arrêt de Lemieux. Rejoignant les Hurricanes, Francis laisse la place à Jaromír Jágr.
Il est également mis en avant par de nombreux trophées internes aux Penguins :
- Meilleur joueur de l'équipe (selon les dirigeants) : 1993-94 et 1997-98 (avec Jaromír Jágr)
- Joueur apportant le plus à l'équipe selon ses coéquipiers : 1993-94, 1994-95, 1995-96 et 1997-98
- Booster club award, récompense le joueur qui a le plus gagné d'étoiles à la suite des matchs : 1993-94
- Joueur le plus persévérant selon la presse locale (Masterton nominee) : 1995-96
- Unsung Hero Award, récompense pour le joueur réalisant les meilleures performances de l'équipe sans être pour autant récompensé : 1992-93
- Bob Johson Memorial "Badger Bob" Award, trophée récompensant le joueur de l'équipe étant le plus déterminé : 1994-95 (avec Joe Mullen) et 1997-98
- Edward J. DeBartolo Community Service Award, récompense pour le joueur le plus impliqué de l'équipe dans la vie caritative : 1994-95 avec Bryan Trottier

Derrière Mario Lemieux et ses 915 matchs, il est le dixième joueur ayant disputé le plus de matchs avec l'équipe (533). Il est également le huitième meilleur buteur de l'histoire de l'équipe avec 164 buts (premier Lemieux avec 690 buts), le troisième passeur de l'équipe (449 contre 1 033 par Lemieux) et le quatrième meilleur pointeur de l'équipe : 613 points derrière Lemieux avec 1 723, Jágr 1 079 et Rick Kehoe 636 points.

### Trophées et honneurs de la LNH
- Sélectionné pour jouer le Match des étoiles de la LNH en 1983, 1985, 1990 et 1996.
- Récipiendaire du Trophée plus-moins de la LNH en 1995
- Récipiendaire du trophée Frank-J.-Selke en 1995
- Récipiendaire du trophée Lady Byng en 1995, 1998 et 2002
- Récipiendaire du trophée King-Clancy en 2002
- Récipiendaire du Trophée de la Fondation de la LNH en 2002
- Nommé parmi les 100 plus grands joueurs de la LNH à l'occasion du centenaire de la ligue[57] en 2017